# 潘鵬雲
潘鹏云（1648年—1714年），字健六，晚號静菴，山东济南府乐陵县人，清朝政治人物。

## 生平
生于顺治五年（1648年）三月三十日，康熙二十年举顺天乡试，二十一年（1682年）登壬戌科三甲一百一名进士，丁母李氏艰归。二十八年授平阳府临晋县知县，次年庚午分校山西乡试，又五年擢工部屯田司主事。甲寅年以工部主事任己卯科福建乡试副考官，迁营缮司员外郎，督理宝源局。迁刑部陕西司郎中，康熙四十三年任顺德府知府。五十年冬十一月致政归，卒于康熙五十三年（1714年）五月初十日，享年六十有七。配王氏，商河人，湖广德安府知府王治邦之女，累封恭人。与夫同岁，后一年殁。生二子：体震、体丰

## 家族
父潘沂，拔贡出身。顺治十一年任建宁府知府一职。顺治年间，建安王祁作乱，人民流散，学宫廨舍尽为灰烬。建宁知府潘沂多方筹资葺治郡城学宫。岁饥，力倡捐赈，督收浦城关税，厘革积弊。购买城西山地设义地，敛葬遗骸。
长子潘体震，康熙癸未进士殿试二甲十五名，选庶吉士，授编修。康熙五一年任贵州乡试正考官。其次子潘体丰，雍正六年　秋八月壬辰（十四日），高学尹缘事革职，以潘体丰为福建按察使。同年转任福建布政使。 雍正曾朱批：“好的，利害，有本领人。浊胖子，甚明白，去得。乃疑年羹尧用人，查明无原故，用此任者。是一大材。上上”。